# Walhain
Walhain (en való Walin) és un municipi belga del Brabant Való a la regió valona. Comprèn les localitats de Walhain-Saint-Paul, Nil-Saint-Vincent-Saint-Martin, Nil-Pierreux, Lerinnes i Tourinnes-Saint-Lambert. L'1 de gener del 2024 tenia 7.598 habitants.